# Джеки Мейсон
Дже́ки Ме́йсон (англ. Jackie Mason, при рождении Яков Мойше Хакохен Маза; 9 июня 1928, Шебойган, Висконсин — 24 июля 2021, Манхэттен, Нью-Йорк, Нью-Йорк) — американский стендап-комик, актёр телевидения и озвучивания, изредка выступал как сценарист и продюсер. Лауреат двух премий «Эмми», специальной премии «Тони». Еврей «такой же, как шарик мацы или кошерная салями».

## Биография
Джейкоб (Янков Мойше) Маза (настоящее имя комика) родился 9 июня 1928 года в городе Шебойган, штат Висконсин, а вырос в манхэттенском районе Нижний Ист-Сайд (Нью-Йорк). Его отец, раввин Эли Мордехай Маза (первоначально Мазо, 1896—1954), эмигрировал в США в 1926 году из Минска; мать — Белла (Бейла Ривка) Маза — также родилась в России. Эли Мордехай Маза опубликовал ряд трактатов на идише, главным образом по вопросам религиозной этики. У Джейкоба были сёстры Гейл (Хильда, в замужестве Шульман), Сьюзэн и Эвелин (Хава, в замужестве Вайсман) и братья Джозеф, Бернард (Дов-Берл) и Гэбриэл (все трое — раввины).
Окончил Городской колледж Нью-Йорка со степенью бакалавр искусств. В возрасте 25 лет Яков получил смиху (рукоположение) от галахического авторитета Моше Файнштейна в раввины, так же, как и три старших брата, отец, дедушка, прадедушка и прапрадедушка. Впрочем, прослужив в синагоге в городе Латроб, штат Пенсильвания, три года, Яков покинул её, избрав себе путь комика.
С 1961 года Яков, выбравший себе псевдоним Джеки Мейсон, выступает как стендап-комик. В 1969 году на Бродвее была показана постановка «По чайной ложке каждые четыре часа», одним из авторов которой был Мейсон, но она выдержала одно-единственное представление. В 1972 году состоялся его дебют на широком экране: он сыграл главную роль в малоизвестном фильме англ. The Stoolie, а кроме того выступил в этой ленте как исполнительный продюсер. В 1984 году Мейсон впервые показал себя как сценарист — фильм A Stroke of Genius.
В 1986 году Мейсон вернулся на Бродвей с «шоу одного актёра» The World According to Me, за которое он получил премию «Эмми» в категории «Лучший сценарий для варьете- или музыкальной программы» и Специальную премию «Тони». За этим представлением последовали ещё несколько подобных, в частности, «Политически неправильно». По поводу употребления этого названия Билл Мар, создатель и ведущий одноимённого телевизионного шоу, подал на Мейсона в суд, но проиграл дело: словосочетание было признано тривиальным и не охраняемым авторским правом.
В 2007 году свет увидела книга Мейсона (в соавторстве с адвокатом Раулем Фелдером) Schmucks!: Our Favorite Fakes, Frauds, Lowlifes, Liars, the Armed and the Dangerous, and Good Guys Gone Bad.
Джеки Мейсон занимал 63-ю строчку в списке «100 величайших стендап-актёров всех времён» по версии Comedy Central.
Скончался 24 июля 2021 года в возрасте 93 года.

### Конфликты

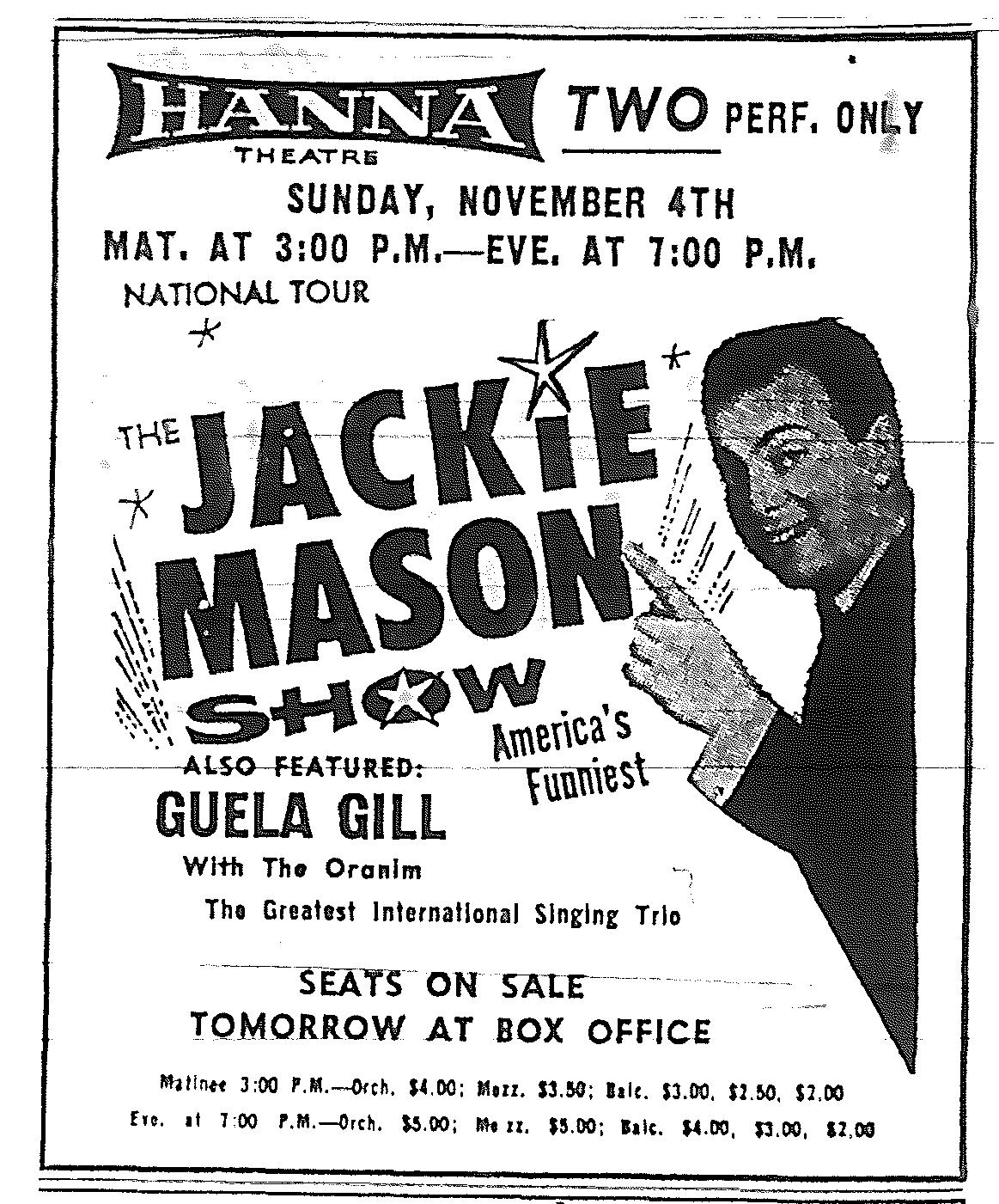
Афиша 1968 года

- Джеки Мейсона отстранили от участия в «Шоу Эда Салливана» после того, как 8 октября 1964 года во время одного из выступлений ведущий Эд Салливан за камерой показал гостю два пальца, имея в виду, что у того в распоряжении ещё две минуты, чтобы закончить — передача транслировалась в прямом эфире, и с минуты на минуту должно было начаться обращение президента Линдона Джонсона. Распространённой является версия о том, что комик не пожелал укорачивать выступление, ответил негодованием и в отместку показал ведущему средний палец[21]. Однако по другим сведениям, он просто сказал «So we’re talking with fingers now» (рус. А теперь мы разговариваем пальцами), подхватил жест Салливана и начал импровизировать с различными движениями рук и пальцев[22]. Как бы то ни было, Мейсон получил разрешение вернуться на телевидение лишь после судебного разбирательства[23].
- В 1966 году Мейсон вызвал гнев Фрэнка Синатры тем, что отпустил со сцены несколько шуток, связанных с его свадьбой с Миа Фэрроу. Сразу после этого он начал получать анонимные письма с угрозами убийства, а однажды в дверь его номера в гостинице Лас-Вегаса трижды выстрелили. Также известно, что однажды, ещё до этого, Синатра посетил одно из выступлений Мейсона, где прервал его, начал на разные лады обзывать «евреем», но Мейсон сумел «отбрить» «звезду», за что получил аплодисменты зрителей и ненависть певца[8].
- В 1991 году Мейсон подвергся критике со стороны многих афроамериканских организаций, в том числе НАСПЦН, за то, что назвал первого и пока единственного чернокожего мэра Нью-Йорка Дэвида Динкинса «причудливым шварце с усами». Позднее Мейсон извинился за эту неудачную шутку[8].
- В августе 2006 года Мейсон подал в суд на миссионерскую организацию «Евреи за Иисуса», утверждая, что те используют его изображение и известность для своей выгоды. Сумма иска составила 2 миллиона долларов. Представители организации заявили: «Позор ему так плохо думать об этом»[5], но тем не менее принесли свои извинения и дело было решено миром в декабре того же года[24].
- 30 марта 2012 года около 6:30 утра 80-летний Мейсон обратился в полицию с заявлением, что его подруга, 48-летняя медсестра-стоматолог[25] Каору Сузуки-Маккаллен, напала на него, пыталась отнять его мобильный телефон, находясь у него в квартире. Каору подала встречное заявление, что, наоборот, Мейсон напал на неё. Женщина была арестована, Мейсон же остался на свободе, так как именно у него присутствовали синяки и царапины[26]. 12 мая того же года они оба забрали свои заявления, придя к мировому соглашению[27].

### Личная жизнь
С 14 августа 1991 года Мейсон был женат на Джилл Розенфельд (род. 1952 или 1953), которая являлась менеджером своего мужа. Дочь Мейсона (не от Розенфельд, а от подруги, драматурга и учительницы английского языка в старшей школе Джинджер Рейтер (род. ок. 1951), с которой познакомился в 1976 или 1977 году), Шеба Мейсон (род. 1985), также стала актрисой-комиком и певицей. Шебу мать воспитывала одна, без Мейсона, который не признавал отцовства до проведения экспертизы; она судилась с ним, потеряла дом, сидела в тюрьме.

## Избранная фильмография
- 1973 — Спящий / Sleeper — робот Тейлор (озвучивание, в титрах не указан)
- 1979 — Летим высоко[англ.] / Flying High — раввин (в 1 эпизоде)
- 1979 — Придурок / The Jerk — Гарри Хартунян
- 1981 — Всемирная история, часть первая / History of the World, Part I — еврей (в разделе про Испанскую инквизицию)
- 1988 — Гольф-клуб 2 / Caddyshack II — Джек Хартунян
- 1989 — Куриный суп[англ.] / Chicken Soup — Джеки Фишер (в 12 эпизодах, главная роль)
- 1991, 2003, 2009—2012, 2014—2019 — Симпсоны / The Simpsons — раввин Хайман Крастовски, отец клоуна Красти (в 10 эпизодах, озвучивание)[34]
- 2003 — Волшебные родители / The Fairly OddParents — Харви Сендмен (в 1 эпизоде, озвучивание)
- 2007 — Студия 30 / 30 Rock — камео (в 1 эпизоде 2-го сезона)
- 2009 — Шоу пьяного ворона[англ.] / The Drinky Crow Show — Морт Купер (в 1 эпизоде, озвучивание)
- 2010 — Один разгневанный мужчина[англ.] / One Angry Man — камео (также выступил сценаристом)

Помимо всего этого, Мейсон стал автором более 200 записей в формате мини-видеоблога на YouTube и LiveLeak, в которых выражает своё мнение о текущих событиях и политике. Также Мейсон экспериментирует в сфере подкастинга, в частности, в феврале 2012 года его можно было услышать на Answer Me This!, где он рассказывал о своём стендап-шоу «Бесстрашный».

## Награды и номинации
- 1988 — Прайм-тайм премия «Эмми» в категории «Лучший сценарий для варьете- или музыкальной программы» за шоу The World According to Me — победа.
- 1988 — Специальная премия «Тони»[англ.] за шоу The World According to Me — победа.
- 1988 — Outer Critics Circle Award за шоу The World According to Me — победа.
- 1989 — CableACE Award за шоу The World According to Me — победа.
- 1989 — «Золотая малина» в категории «Худший актёр» за роль Джека Хартуняна в фильме «Гольф-клуб 2» — номинация.
- 1992 — Прайм-тайм премия «Эмми» в категории «Лучшее озвучивание» за роль в эпизоде «Каков отец, таков и клоун» мультсериала «Симпсоны» — победа совместно с ещё пятью актёрами[36].